# Codpa
Codpa este un sat din provincia Arica, regiunea Arica-Parinacota, Chile, cu o suprafață de  km2. 